# ポラロイドのカメラ製品一覧
ポラロイドのカメラ製品一覧とはポラロイド製カメラの一覧である。

## 40シリーズフィルム使用カメラ
73×95mmの8枚撮りピクチャーロールと呼ばれるロールフィルムを使用する。
- ポラロイド95（1948年11月28日発売） - ポラロイド最初の市販型。1955年まで販売された。レンズは135mmF11。シャッターはB、1/8から1/60秒。ピントは目測[1]。
  - ポラロイド95A（1954年発売） - ポラロイド95のレンズを135mmF8.8に、フロントプレートの照準用マストを金属製にしたモデル[1]。
  - ポラロイド95B（1957年発売） - ポラロイド95Aの後継機[1]。
- ポラロイド110パスファインダー（1952年発売） - 距離計連動。レンズはウォレンサック製ラプター127mmF4.7。シャッターもウォレンサック製でT、B、1/1から1/400秒[2]。
  - ポラロイド110A（1957年発売） - 距離計がボディーと一体式になった。レンズはローデンシュトック製イザレックス127mmF4.7またはエンナ製127mmF4.7。シャッターはプロンターSVSセルフタイマー付き[2]。
  - ポラロイド110B（1960年発売） - 距離計がファインダーに組み込まれた[2]。
  - ポラロイド120（1961年発売） - ポラロイド110Aの日本版でヤシカが生産した。レンズはヤシカ製3群4枚ヤシノン127mmF4.7。シャッターはセイコーシャSLV、B、1〜1/500秒。1960年に発売されていたISO3000と超高感度のタイプ47フィルムに対応するためシャッター羽根が二重になっており、また最小絞りはF90[2]。
- ポラロイド700（1955年発売） - ポラロイド95Bのレンズをポラロイド110Aのボディーに組み込んだようなモデル[2]。
- ポラロイド150（1957年発売）[2]
- ポラロイド800（1957年発売）[2]
- ポラロイド900（1960年発売）[2]
- ポラロイド850（1961年発売）[2]
- ポラロイドJ66（1961年発売） - タイプ47フィルムは使用できない[2]
- ポラロイド160（1962年発売） - ポラロイド800の日本版。タイプ47フィルムは使用できない[2]。

## 30シリーズフィルム使用カメラ

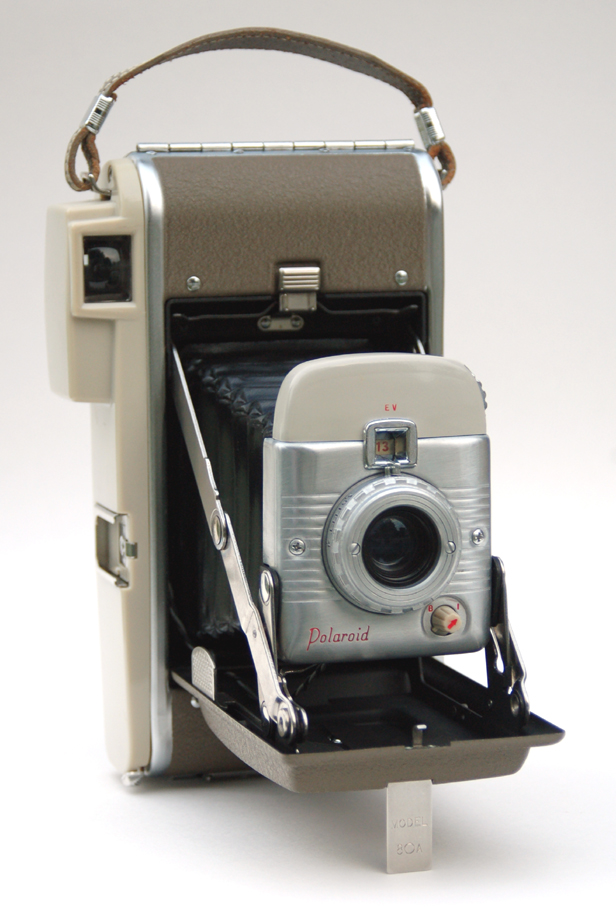
80A

70×89mmの8枚撮りピクチャーロールと呼ばれるロールフィルムを使用する。
- ポラロイド80ハイランダー（1954年発売[1]） - レンズは100mmF8.8。シャッターはB、1/25から1/100秒。ピントは目測[2]。
  - ポラロイド80A（1957年発売）[2]
  - ポラロイド80B（1959年発売）[2]
- ポラロイドJ33（1961年発売）[2]

## SX-70フィルム使用カメラ
- ポラロイドSX-70（1974年発売[3]） - 折畳式のブックスタイルで引き起こして組み立てると独特な形状の一眼レフカメラになる[4]。
  - ポラロイドSX-70オートフォーカスモデル1 - レンズは4群4枚、最短撮影距離0.26mの116mmF8。シャッターは14秒-1/180秒の無段階電子式AE。畳んだ時の寸法は25×229×100mm[4]。
  - ポラロイドSX-70オートフォーカスモデル2 - ポラロイドSX-70オートフォーカスモデル1と性能は同じだが外装が合成皮革になっている[4]。
  - ポラロイドSX-70アルファ - マニュアルフォーカスモデル。畳んだ時の寸法は25×175×100mm[4]。
- ポラロイド5000オートフォーカス - ボックスカメラ。レンズはプラスチック製3枚構成、最短撮影距離0.9mの116mmF9.4。シャッターは1秒-1/180秒の無段階電子式AE[4]。
- ポラロイド4000オートフォーカス - ポラロイド5000オートフォーカスに似ているが三脚穴と手ぶれ警告が省略されている。レンズはプラスチック製3枚構成、最短撮影距離0.9mの116mmF9.4。シャッターは1秒-1/180秒の無段階電子式AE。ボディーカラーはベージュと茶[5]。
- ポラロイドスーパーカラーオートフォーカス3500 - ボディーカラーはアイボリーと黒[5]。
- ポラロイド1000 - ボックスカメラ。レンズはアクリルとポリエチレン製、固定焦点式で1.2m〜無限遠までピントが合う3枚構成の116mmF9.4。シャッターは3枚羽根で1秒から1/125秒の無段階電子式AE[5]。
  - ポラロイド1000デラックス - ポラロイド1000のボディーがつや消し黒、レンズ枠が四角になっている[5]。

## 600フィルム使用カメラ
- ポラロイド680（1983年発売[3]） - ポラロイドSX-70を改良しポラロイド600タイプのフィルムを使えるようにしたもの。
- ポラロイドミニポートレート402 - 証明写真用特殊カメラ。3.6×4.6cmの写真が4枚撮れる[6]。
- ポラロイドミニポートレート202 - 証明写真用特殊カメラ。4.6×7.3cmの写真が2枚撮れる[6]。
- ポラロイド660 - レンズは2枚109mmF10。シャッターは1/3秒から1/200秒の電子シャッター[7]。
- ポラロイド640 - ポラロイド660からオートフォーカス機能を省き固定焦点としたモデル。レンズは109mmF14[7]
- ポラロイド690（1996年3月発売[3]） - 折りたたみ式一眼レフインスタントカメラ。「690SLR」と書かれることもある。日本では2002年まで発売された。超音波によるアクティブ方式のオートフォーカス。木村拓哉主演のドラマ「ギフト」で使われ、脚光を浴びた。
- ポラロイド636（1997年2月発売[8]）
- ポラロイド637（1997年4月発売[8]）

## スペクトラフィルム使用カメラ
- ポラロイドプロパック（1993年10月発売） - レンズは最短撮影距離0.46m、付属クローズアップレンズ使用で0.25mから0.36mの100mmF10[3]。

## パックフィルム使用カメラ
- ポラロイドEE100スペシャル - レンズは3枚113.5mmF9.2[6]。

## プレス型カメラ
665ポジ、/ネガ、667高感度コータレス、668ポラカラー、107、108フィルムを専用交換ホルダーで使用する。
- ポラロイド600SE - マミヤプレスに似たカメラだがシステム互換性はない。レンズは75mmF5.6、127mmF4.7、ポートレート用150mmF5.6がある[6]。

## 大判カメラ
- ポラロイドミニポートレート253 - 証明写真用特殊カメラ。二眼タイプで5.7×8.9cmの写真が2枚撮れる[6]。

## フォトテープカセットタイプ608使用インスタントムービーカメラ
- ポラビジョン3600 （1977年発売）- コダックスーパー8サイズの加色式ムービーフィルムを90秒で現像可能な独自カートリッジ使用8ミリカメラ。専用プレーヤーで現像、映写する[9]。オーストリア、オイミッヒ（ドイツ語版）社製[10]。